# Jan Janasek
Jan Konrad Janasek ps. Barski, Konrad, Walczak (ur. 29 sierpnia 1909 w Ryczywole, zm. 20 grudnia 1961 w Poznaniu) – działacz socjalistyczny i związkowy, dowódca Gwardii Ludowej WRN na Podkarpaciu, poseł do KRN (1945–1947).

## Życiorys

### Wczesne lata
Syn Franciszka, robotnika kolejowego i Marii z domu Kaczmarek. W 1928 skończył gimnazjum w Rogoźnie i podjął pracę na poczcie we Wronkach. Był działaczem Związku Zawodowego Pracowników Poczt, Telegrafów i telefonów RP i Czerwonego Harcerstwa. Został inicjatorem utworzenia gromady Czerwonego Harcerstwa TUR, złożonej z najbiedniejszych dzieci we Wronkach wiosną 1929. 1930–1931 odbył służbę wojskową w Szkole Podchorążych Rezerwy Piechoty w Jarocinie. Na stopień podporucznika został mianowany ze starszeństwem z 1 stycznia 1933 w korpusie oficerów rezerwy piechoty. Później pracował na poczcie w Poznaniu. Był działaczem Związku Strzeleckiego i Legionu Młodych. 1932–1935 działał w Polskim Związku Myśli Wolnej w Poznaniu, a od końca 1935 w Organizacji Młodzieżowej (OM) TUR. Od 1936 członek PPS, współpracował z komórkami KZMP i KPP, zwolennik wspólnego frontu PPS z komunistami. Działacz MOPR, kolporter „Dziennika Popularnego”. Podczas pierwszomajowej demonstracji w 1937 wzywał do pomocy walczącym w Brygadach Międzynarodowych w Hiszpanii. Był 3 razy przesłuchiwany przez policję w związku ze swoimi kontaktami z komunistami. 1 kwietnia 1939 za działalność polityczną karnie przeniesiony przez władze Poczty Polskiej do Szczakowej w Małopolsce.

### Okres II Wojny Światowej
We wrześniu 1939 zmobilizowany do Wojska Polskiego w stopniu podporucznika, walczył w okolicach Skarżyska, później był robotnikiem budowlanym. Od jesieni 1939 był członkiem organizacji „Orzeł Biały”. Latem 1940 zerwał z tą organizacją i wstąpił do PPS-WRN i jej Gwardii Ludowej. Latem 1942 zbiegł do Krakowa przed Gestapo. Od jesieni 1942 do sierpnia 1944 był dowódcą Gwardii Ludowej PPS-WRN na Podkarpaciu. W 1944 był zastępcą dowódcy oddziału partyzanckiego GL PPS.
W 1944 nawiązał kontakt z PPR, zwolennik współpracy z tą partią. We wrześniu 1944 po wyzwoleniu Krosna był sekretarzem Okręgowego Komitetu Robotniczego (OKR) PPS na Podkarpaciu, usunięty ze stanowiska z powodu komunizowania. Od 2 października 1944 szef kancelarii Prezydium PKWN w Lublinie. Od 12 XI 1944 sekretarz Wojewódzkiego Komitetu (WK) PPS w Lublinie, od 17 XI 1944 członek Rady Naczelnej (RN) PPS. 

### Okres powojenny
Po zajęciu Krakowa przez WP i Armię Czerwoną 19 I 1945 udał się tam wraz z Bolesławem Drobnerem w celu organizowania komitetów PPS w Małopolsce. Od 24 I 1945 I sekretarz WK PPS w Krakowie, od 24 II 1945 członek Centralnego Komitetu Wykonawczego (CKW) tej partii. 28 IV 1945 skierowany do województwa poznańskiego jako pełnomocnik CKW. Delegat na XXVI Kongres PPS. Od 18 VIII 1945 do IX 1946 I sekretarz WK PPS w Poznaniu. Inspirator wydawania wojewódzkiego organu PPS „Walka Ludu” (od września 1945). V 1945-I 1947 poseł do KRN z ramienia PPS. Członek Prezydium Wojewódzkiej i Miejskiej Rady Narodowej w Poznaniu. Zwolennik połączenia PPS z PPR. Od lipca 1948 przewodniczący Wojewódzkiej Komisji Koordynacyjnej, od 22 IX 1948 członek Rady Naczelnej PPS.
Był delegatem na Kongres Zjednoczeniowy PPR i PPS w grudniu 1948. 1948–1950 członek Komitetu Wojewódzkiego (KW) PZPR, 1950–1957 kierownik Wiadomości Radiowych w poznańskiej rozgłośni, 1957–1958 członek Komisji Propagandowej Komitetu Miejskiego (KM) PZPR i Komitetu Dzielnicowego (KD) PZPR Grunwald w Poznaniu. Od 1957 na rencie dla zasłużonych. Autor wielu wspomnień.
Pochowany na Cmentarzu Junikowo.

## Ordery i odznaczenia
- Order Krzyża Grunwaldu II klasy
- Krzyż Srebrny Orderu Virtuti Militari
- Krzyż Partyzancki
- Medal Zwycięstwa i Wolności 1945